# Мельхерс, Пауль Лудольф
Пауль Лудольф Мельхерс (нем. Paulus Ludolf Melchers; 6 января 1813, Мюнстер, королевство Вестфалия — 14 декабря 1895, Рим, королевство Италия) — немецкий кардинал, иезуит. Епископ Оснабрюка с 3 августа 1857 по 8 января 1866. Архиепископ Кёльна с 8 января 1866 по 3 июля 1885. Камерленго Священной Коллегии Кардиналов с 30 декабря 1889 по 1 июня 1891. Кардинал-священник с 27 июля 1885, с титулом церкви Санто-Стефано-аль-Монте-Челио с 30 июля 1885.